# العلاقات الألبانية البوليفية
العلاقات الألبانية البوليفية هي العلاقات الثنائية التي تجمع بين ألبانيا وبوليفيا.

## مقارنة بين البلدين
هذه مقارنة عامة ومرجعية للدولتين:
| وجه المقارنة                                              | ألبانيا                                                    | بوليفيا                                          |
| --------------------------------------------------------- | ---------------------------------------------------------- | ------------------------------------------------ |
| المساحة (كم2)                                             | 28.75 ألف                                                  | 1.10 مليون                                       |
| عدد السكان (نسمة)                                         | 3.02 مليون                                                 | 11.05 مليون                                      |
| الكثافة السكانية (ن./كم²)                                 | 105.04                                                     | 10.05                                            |
| العاصمة                                                   | تيرانا                                                     | سوكري، لاباز                                     |
| اللغة الرسمية                                             | اللغة الألبانية                                            | اللغة الإسبانية، اللغة الأيمرية، كتشوا، غوارانية |
| العملة                                                    | ليك ألباني                                                 | بوليفاريو بوليفي                                 |
| الناتج المحلي الإجمالي (بليون دولار)                      | 13.04 مليار                                                | 37.51 مليار                                      |
| الناتج المحلي الإجمالي (تعادل القوة الشرائية) بليون دولار | 33.17 مليار                                                | 74.58 مليار                                      |
| الناتج المحلي الإجمالي الاسمي للفرد دولار أمريكي          | 3.94 ألف                                                   | 3.08 ألف                                         |
| الناتج المحلي الإجمالي للفرد دولار أمريكي                 | 11.11 ألف                                                  | 6.63 ألف                                         |
| مؤشر التنمية البشرية                                      | 0.764                                                      | 0.662                                            |
| رمز المكالمات الدولي                                      | +355                                                       | +591                                             |
| رمز الإنترنت                                              | .al                                                        | .bo                                              |
| المنطقة الزمنية                                           | توقيت وسط أوروبا، ت ع م+01:00، ت ع م+02:00، أوروبا/تيرانا ‏ | 00                                               |

## منظمات دولية مشتركة
يشترك البلدان في عضوية مجموعة من المنظمات الدولية، منها:
| علم المنظمة | اسم المنظمة                        | تاريخ انضمام ألبانيا | تاريخ انضمام بوليفيا |
| ----------- | ---------------------------------- | -------------------- | -------------------- |
|             | الاتحاد البريدي العالمي            | ?                    | ?                    |
|             | مؤسسة التنمية الدولية              | 15 أكتوبر 1991       | 21 يونيو 1961        |
|             | منظمة حظر الأسلحة الكيميائية       | ?                    | ?                    |
|             | منظمة التجارة العالمية             | ?                    | 12 سبتمبر 1995       |
|             | الأمم المتحدة                      | 14 ديسمبر 1955       | 14 نوفمبر 1945       |
|             | وكالة ضمان الاستثمار متعدد الأطراف | 15 أكتوبر 1991       | 3 أكتوبر 1991        |
|             | منظمة الشرطة الجنائية الدولية      | ?                    | ?                    |
|             | مؤسسة التمويل الدولية              | 15 أكتوبر 1991       | 20 يوليو 1956        |
|             | الاتحاد الدولي للاتصالات           | 2 يونيو 1922         | 1 يونيو 1907         |
|             | البنك الدولي للإنشاء والتعمير      | 15 أكتوبر 1991       | 27 ديسمبر 1945       |
|             | يونسكو                             | 16 أكتوبر 1958       | 13 نوفمبر 1946       |

## وصلات خارجية
- موقع وزارة الخارجية الألبانية
- موقع وزارة الخارجية البوليفية